# Cass Lake, Minnesota
Cass Lake là một thành phố thuộc quận Cass, tiểu bang Minnesota, Hoa Kỳ. Năm 2010, dân số của thành phố này là 770 người.

## Dân số
- Dân số năm 2000: 860 người.
- Dân số năm 2010: 770 người.